# Hudiden

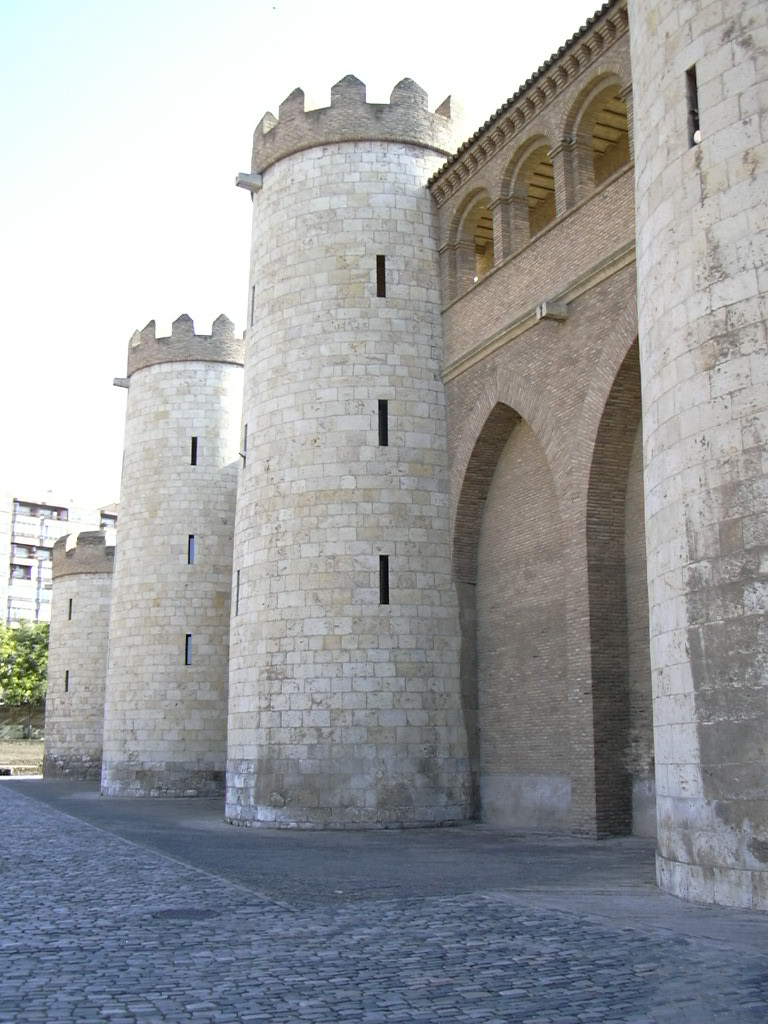
Frontseite der Aljafería

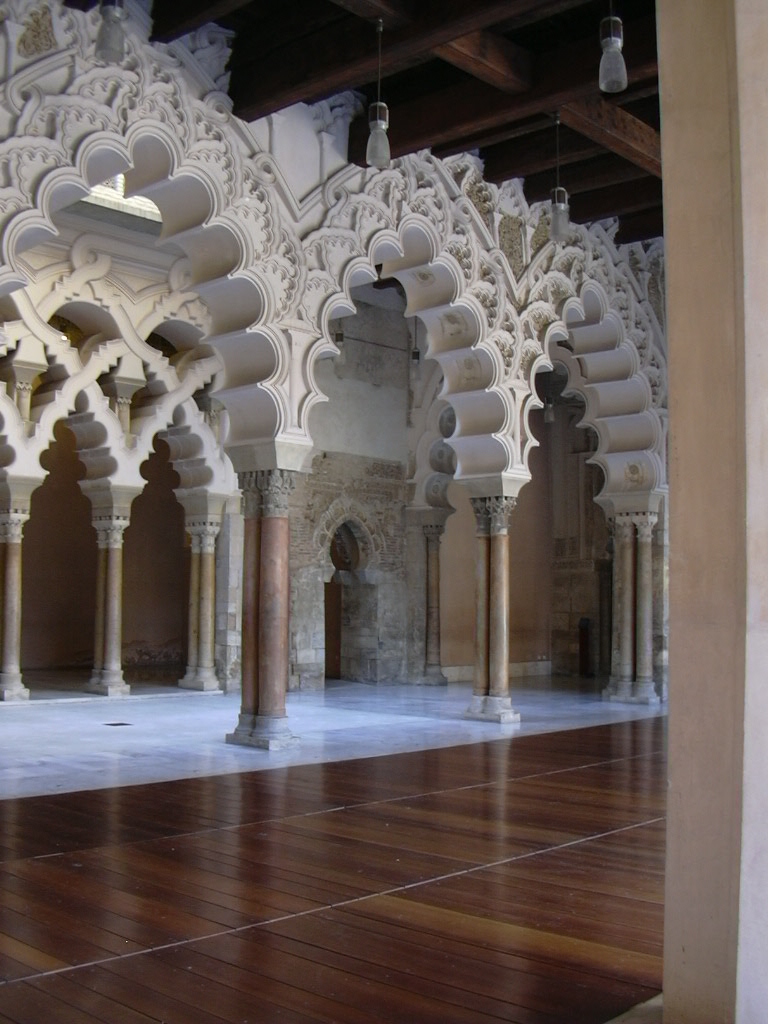
Innenbereich der Aljafería

Die Hudiden oder Banū Hūd (arabisch بنو هود) – auch (im Genitiv) Bani Hūd – waren eine von 1039 bis 1110 regierende arabische Dynastie in Saragossa im heutigen Spanien.
Nachdem sich die lokalen Herrscher von Saragossa, die Tudschibiden, schon 1017 vom Kalifat von Córdoba gelöst hatten, kamen dort 1039 die Hūdiden unter Sulaiman ben Hud al Musta'in (1039–1046) an die Macht. Dessen Nachfolger Ahmad I. al-Muqtadir (1046–1081/1082), Yusuf al-Mutaman (1081/1082–1085) und Ahmad II. al-Musta'in (1085–1110) waren große Förderer von Kunst und Kultur. Die von Ahmad I. al-Muqtadir errichtete Residenz „Aljafería“ ist die einzige fast vollständig erhaltene Residenz aus der Zeit der Taifa-Königreiche. Allerdings mussten die Hudiden 1055 die Oberherrschaft des christlichen Kastilien anerkennen und Tribute zahlen. Wesir dreier Emire war der Jude Ibn Hasdai.
Seit 1086 führten die Hudiden den Widerstand der Taifa-Königreiche gegen die Almoraviden an. Erst 1110 konnten diese Saragossa unterwerfen und die Hudiden stürzen. Allerdings vertrieb Aragón schon 1118 die Almoraviden aus Saragossa und gewann so die Kontrolle über das Ebrotal. Nachkommen machten bis ins 13. Jahrhundert Geschichte (z. B. Ibn Hud).

## Herrscher aus der Dynastie der Hudiden
- Sulaiman ben Hud al Musta'in: 1039 bis 1046
- Ahmad I. al-Muqtadir: 1046 bis 1082
  - Lubb (in Huesca): 1047 bis 1048
  - Mundir al-Hayib az-Zafir Nasir ad-Daula (in Tudela): 1047 bis 1048
  - Muhammad al-Hayib Adud ad-Daula (in Calatayud): 1046 bis 1066
  - Yusuf al-Muzaffar Saif ad-Daula (in Lérida): 1047 bis 1078
- Yusuf al-Mutaman: 1082 bis 1085
- Ahmad II. al-Musta'in: 1086 bis 1110
- Abd al-Malik Imad ad-Daula: 1110, † 1130 (in Rueda)
- Saif ad-Daula Ahmad III.: 1130 bis 1131, † 1146